# Огизореули
Огизореули или Огиз-Ореули (каз. Өгізөреулі) — упразднённое село в Мангистауском районе Мангистауской области Казахстана. На момент упразднения входило в состав Жармышского сельского округа. В 2005 году в связи с малочисленостью населённый пункт включен в состав села Жармыш и исключено из учётных данных.

## География
Село располагалось на северо-восточной окраине песчаного массива Огизореули (откуда и происходит название села), примерно на расстоянии, по прямой, 1,3 км к юго-западу от села Сазды.

## Население
| 1989 | 1999 |
| ---- | ---- |
| 255  | ↘228 |

В 1999 году население села составляло 228 человек (113 мужчина и 115 женщины).